# Kurt Urbanic
Kurt Urbanic (* 2. März 1929 in Wien) ist ein ehemaliger österreichischer Radrennfahrer.

## Sportliche Laufbahn
Urbanic war im Straßenradsport aktiv und Unabhängiger und Berufsfahrer von 1953 bis 1955. 1954 bestritt er die Tour de France in der gemischten Mannschaft Luxemburg/Österreich, in der Charly Gaul Kapitän war. Er schied auf der 5. Etappe aus. Bei den Straßenradsport-Weltmeisterschaften 1953 startete er in der Nationalmannschaft. Er kam nicht ins Ziel des Rennens. Auch 1954 beendete er das WM-Rennen nicht. 1953 wurde er in der Tour de Suisse 44., 1954 beendete er die Rundfahrt nicht.